# Vanua Lava
Vanua Lava é a segunda maior das ilhas Banks na província de Torba, Vanuatu, depois de Gaua, que é ligeiramente maior.
Está localizada cerca de 120 km ao norte-nordeste de Espirito Santo e ao norte de Gaua.

## Etimologia
O nome Vanua Lava vem da língua Mota, que foi usada como a língua principal da Missão da Melanésia. Localmente, a ilha é chamada de Vōnōlav em Vurës e Mwesen, Vunulava em Vera'a, e Vunulāv em Lemerig. Na língua Mwotlap, é referida como Apnōlap (com o prefixo locativo a-). Cognatos em outras línguas torres-banks incluem Lo-Toga Venielave e Lakon Vanōlav. Todos esses termos vêm de uma forma Proto-Torres–Banks *βanua laβa "Terra Grande".

## História
Vanua Lava foi avistada pela primeira vez por europeus durante a expedição espanhola de Pedro Fernández de Quirós de 25 a 29 de abril de 1606. O nome da ilha foi então registrado como Portal de Belén.
Vanua Lava foi explorada pela primeira vez pelo bispo neozelandês George Augustus Selwyn em 1859. Os depósitos de enxofre do Monte Suretamate foram, em um período, explorados por uma empresa francesa. Copra é o principal produto de exportação.

## Geografia

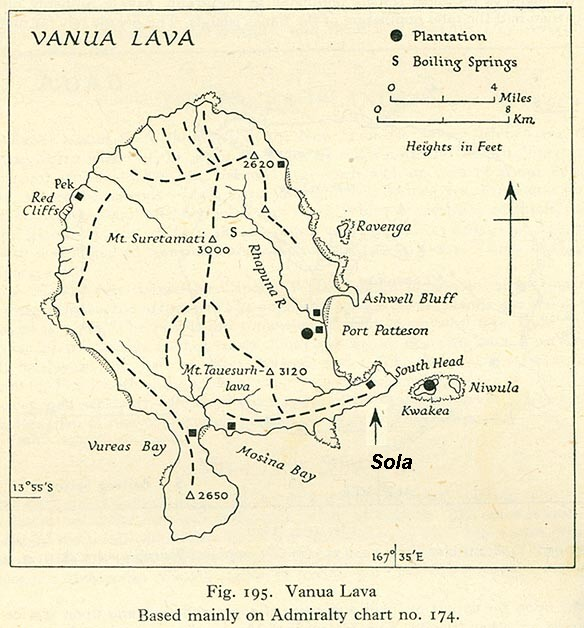
Mapa de Vanua Lava

A ilha mede cerca de 25 km de norte a sul e 20 km de leste a oeste. Tem uma área de 314 km². A capital da província de Torba, Sola, está localizada no lado leste da ilha.
A altitude mais elevada da ilha é de 946 metros. Monte Suretamate (do Mota), também conhecido como Suretimiat ou Seretimiat (do Vurës) e Sere'ama (do Lemerig e Vera'a), que se ergue 921 metros de altura, é um vulcão ativo: sua última grande erupção foi em 1965. A ilha possui dois portos naturais, Porto Patteson a leste e a Baía de Vureas (Vurës) no sudoeste. A leste da ilha estão as ilhas de Kwakéa e Ravenga. Waterfall Bay fica no lado oeste da ilha.

### Fauna
Uma área de 14.850 ha, abrangendo as encostas superiores do Monte Suretamate e grande parte da costa nordeste da ilha, foi reconhecida como uma Área Importante para as Aves (IBA) pela BirdLife International porque sustenta populações de frango-do-mato-de-vanuatu, pomba-imperial-de-Vanuatu, pomba-fruta-de-Tanna, pomba-fruta-de-barriga-vermelha, periquito-de-palma, cardeal-de-myzomela, melífero-de-Vanuatu, gerigone-de-abano, andorinha-de-cauda-longa, rabo-de-leque-listrado, papa-moscas-melanésio, monarca-de-barriga parda, shrikebill-do-sul, felosa-de-Santo e olho-branco-de-Vanuatu. Também é lar de colônias de aves marinhas de grazina-de-colar e grazina-de-pescoço-branco. Outros animais encontrados na ilha incluem caranguejo-dos-coqueiros e raposa-voadora-de-Banks.

## Demografia
A população de Vanua Lava era de 2.623 no censo de 2009.
Vanua Lava abriga quatro línguas indígenas: Vurës, com cerca de 2000 falantes; Vera'a, com 500; e duas línguas em extinção, Mwesen, com 10 falantes, e Lemerig, com apenas 2 falantes vivos. Outras línguas na ilha, faladas por comunidades imigrantes, incluem Mwotlap (na costa nordeste) e Mota (no leste). A língua mais comumente falada em Sola, a capital administrativa, onde pessoas de diferentes origens linguísticas se encontram, é Bislamá.
Vanua Lava evidentemente já abrigou mais línguas no passado, várias das quais desapareceram desde meados do século XIX.

## Transporte
Há um aeroporto na ilha (código IATA: SLH), para o qual Air Vanuatu voa três vezes por semana. Há uma única estrada na ilha, mas poucos veículos.

## Links externos
- Media relacionados com Vanua Lava no Wikimedia Commons
- Portal de turismo, incluindo mapa